# 哨兵機器人
哨兵機器人（英語：Sentinels），是一種在漫威漫畫中出現的虛構、用來狩獵變種人之機器人，X戰警主要敵人之一，由史丹·李和傑克·科比共同創作。哨兵機器人首次為於《Uncanny X-Men》#14中登場。
在《X戰警》和X戰警遊戲中擔任主要反派。2009年，IGN將哨兵機器人列為漫畫反派百強排名第38名。

## 歷代型號
- Mark I 及 母體模組（英语：Master Mold）：由波利瓦·崔斯克（英语：Bolivar Trask）創造。
- Mark II ：由波利瓦的兒子賴瑞·崔斯克（英语：Larry Trask (comics)）創造。
- Mark III ：由史蒂芬·朗（英语：Steven Lang (comics)）創造。
  - X-哨兵機器人 ：由史蒂芬·朗創造的複製X戰警人形機器人。
- Mark IV ：由塞巴斯汀·尚（英语：Sebastian Shaw (comics)）創造。
- Mark V ：由塞巴斯汀·尚為美國政府的「完全清醒計畫（英语：Project Wideawake）」所創造。
- Mark VI ：由塞巴斯汀·尚工業創造。
- Mark VII ：由塞巴斯汀·尚工業創造。
- 寧錄（英语：Nimrod (comics)） ：在《未來昔日》中出場的超級哨兵機器人。
  - 寧錄計畫 ：「完全清醒計畫」的分支項目，仍在試驗階段中，後因X特攻隊干擾而取消計畫。
- 至尊哨兵（英语：Prime Sentinel） ：由棱堡（英语：Bastion (comics)）在《啟動零容忍行動（英语：Operation: Zero Tolerance）》中創造。
- 歐米茄至尊哨兵：第二代至尊哨兵（英语：Prime Sentinel），卡里瑪·沙潘達（英语：Karima Shapandar）亦是歐米茄至尊哨兵之一。
- 野生哨兵機器人：由唐納德·崔斯克三世和X教授的雙胞胎姐姐卡桑德拉·諾瓦（英语：Cassandra Nova）在厄瓜多爾秘密利用全新的母體模組（英语：Master Mold）所創造。
- Mark VIII  ：哨兵小隊O*N*E（英语：Office of National Emergency），史塔克工業（英语：Stark Industries）設計。不同於其他哨兵機器人，Mark VIII需要人手操作。
- 生化哨兵機器人：由西蒙·崔斯克創造的人類病毒哨兵機器人。
- 史塔克哨兵機器人：經歷《復仇者和X戰警：善惡軸心（英语：AXIS (comics)）》後，被紅骷髏洗腦的鋼鐵人利用亞德曼金屬設計的哨兵機器人。鋼鐵人亦運用在《內戰》時所取得的各種超級英雄知識進行設計。

## 其他媒體

### 電視
- 《X戰警》：由大衛·福克斯（英语：David Fox (actor)）配音。
- 《X戰警：進化》
- 《金鋼狼與X戰警（英语：Wolverine and the X-Men (TV series)）》：由吉姆·沃德（英语：Jim Ward (voice actor)）配音。
- 《Q版大英雄》：由湯姆·肯尼配音[2]。
- 《變種天賦》

### 電影
- X戰警電影系列
  - 《X戰警：最後戰役》（2006年），哨兵機器人出現在變種人學校的危險室裏，用作訓練新的變種人。
  - 《X戰警：未來昔日》[3][4][5]（2014年），在1973年由波利瓦·崔斯克（英语：Bolivar Trask）利用魔形女的DNA所創造的原型哨兵機器人，與2023年、經過多次改良，可依照敵人能力進行反制的最新型哨兵機器人。
  - 《X戰警：天啟》（2016年），在片尾裏哨兵機器人出現在變種人學校的危險室裏讓學生練習。

### 遊戲
- 《X戰警：命運（英语：X-Men: Destiny）》：由卡里·瓦格格倫（英语：Kari Wahlgren）配音。
- 《X戰警：金鋼狼（英语：X-Men Origins: Wolverine (video game)）》，電子遊戲。
- 《乐高漫威超级英雄》：電子遊戲，由斯蒂芬·斯坦頓（英语：Stephen Stanton）配音[6]。
- 《Marvel：復仇者聯盟（英语：Marvel: Avengers Alliance）》，網絡遊戲。
- 《樂高漫威超級英雄2（英语：Lego Marvel Super Heroes 2）》：電子遊戲。
- 《漫威：未來之戰》：手機遊戲，哨兵是玩家可使用角色之一。
- 《漫威：未來革命》

## 外部連結
- Marvel Comics Database: Sentinels（页面存档备份，存于）